# Rafael Martínez Escarbassiere
Rafael Martínez Escarbassiere (Caracas, 3 de febrero de 1929 - 10 de enero de 2022) fue un malacólogo venezolano egresado de la Universidad Central de Venezuela. 1960.

## Reseña biográfica

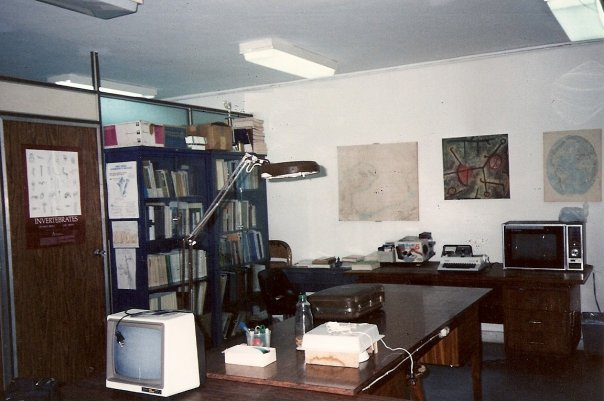
IZT Laboratorio de Biología de Invertebrados hacia 1990

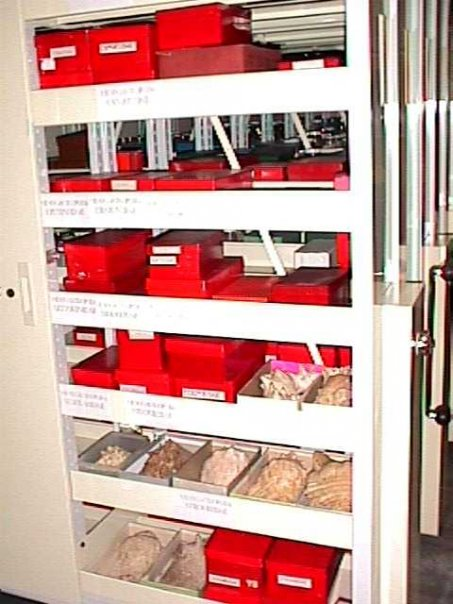
IZT Colección de Moluscos del Museo de Biología de Universidad Central de Venezuela

Rafael Martínez Escarbassiere nació en Caracas el 3 de febrero de 1929; hijo de Rafael Martínez Pozueta y de Juliana Escarbassiere de Martínez. Casado con Delia Rada de Martínez. Egresado de la Escuela de Biología de la Universidad Central de Venezuela (U.C.V.) en 1960 y conocido por su amistades y estudiantes como "El Gurú".
Al graduarse pasa formar parte del personal del Instituto Oceanográfico de la Universidad de Oriente en donde realiza estudios sobre varios moluscos marinos como Crassostrea rhizophorae, Bittium caraboboensis y Perna perna.
Para 1962 – 1963 viaja a Dinamarca, donde realiza pasantías en el Laboratorio de Biología Marina de la Universidad de Copenhague. A su regreso de Dinamarca se desempeña como Director encargado del Centro de Investigaciones Pesqueras (CIP-MAC) y de 1965-1966 Director encargado del Centro Regional para la Evaluación de Recursos Pesqueros (MAC-FAO-PUND).
En 1968 Martínez pasa formar parte del personal del Instituto de Zoología y Ecología Tropical de la Universidad Central de Venezuela además de profesor de en las cátedras de Principios de Biología, Biología Animal, Biología de Invertebrados de la Escuela de Biología de la U.C.V. donde permanece hasta su jubilación en 1992. Durante su tiempo como investigador del Instituto de Zoología Tropical desarrolla la línea de investigación del estudio de la malacofauna continental venezolana, entre la los grupos estudiados destacan estudios de pulmonados del valle de Caracas los miembros de la familia Ampullariidae, ecología y distribución de bivalvos de agua dulce y estuarinos.
Otra línea de investigación que Martínez ha desarrollado en relación con la malacofauna venezolana es la de los moluscos introducidos los cuales han sido reseñados por el desde los años 1980. Entre algunas especies identificadas en ambientes silvestres se hallan: Corbicula manilenses, Babylonia aerolara, Musculina senhousia y posiblemente al molusco introducido al que más seguimiento le ha realizado dada su importancia como especie de interés médico sanitario y plaga agrícola es el caracol gigante africano (Lissachatina fulica) incluido entre las   100 especies exóticas invasoras más dañinas del mundo

## Publicaciones
1960

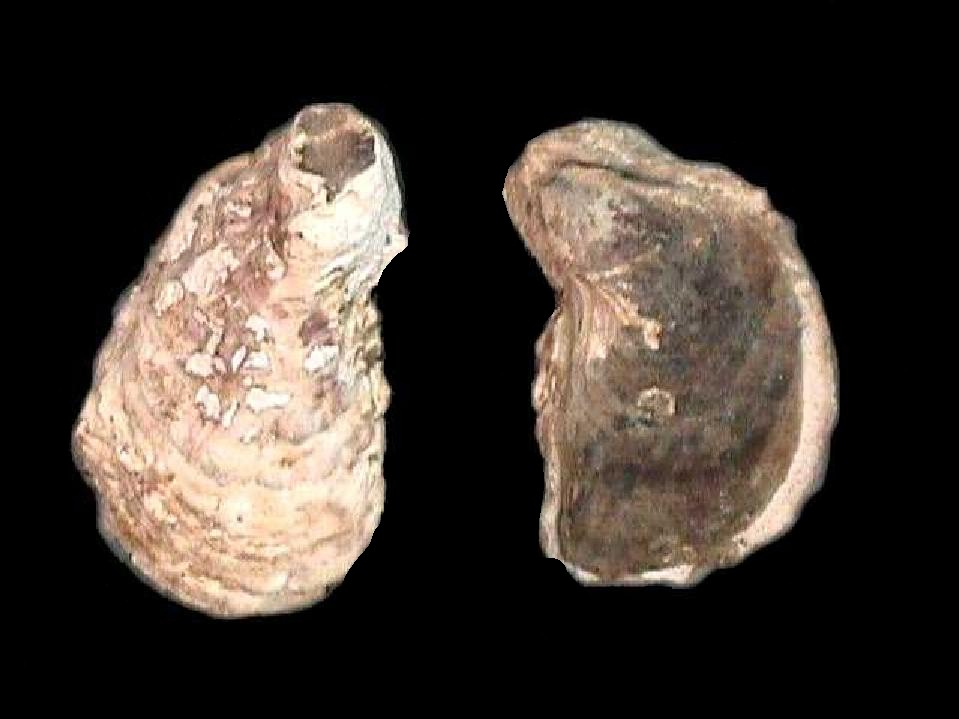
Crassostrea rhizophorae molusco estudiado por Rafael Martínez durante la década 1960

- Aspectos biológicos de la Crassostrea rhizophorae (Guilding) en la laguna Grande del Obispo (Golfo de Cariaco).[2]

1962
- Aspectos bioecológicos de la Crassostrea rhizophorae (Guilding) en la Laguna Grande del Obispo (Golfo de Cariaco).[4]

1964
- Ecología de Bittium caraboboensis (Weisbord,1962), Gastropoda Prosobranchia béntico de la Laguna de Unare.[5]

1966
- Apuntes y notas sobre la alimentación, digestión, estómago y divertículo digestivo en lamelibranchios.[34]

1967
- Identificación y descripción de la larva veliconcha y dissoconcha del mejillón comestible, Perna perna (L). del oriente de Venezuela.[6]
- Reproducción y desarrollo larval experimental del mejillón comestible de Venezuela. Perna perna (Linnaeus, 1758).[7]

1968
- Aspectos de la reproducción en moluscos pulmonados del área metropolitana de Caracas.[11]

1970

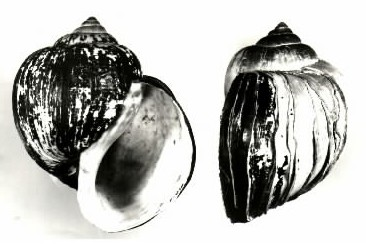
Pomacea urceus molusco ampliamente estudiado por Rafael Martínez

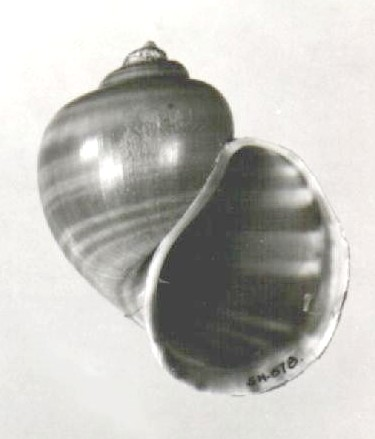
Pomacea doliodes molusco estudiado por Rafael Martínez

- Descripción de la larva veliconcha y postlarva (Disoconcha) de la ostra perlífera Pinctada imbricata Roding del oriente de Venezuela.[35]
- Estado actual de la biología y cultivos de moluscos comestibles en Venezuela.[36]

1972
- Observaciones sobre la reproducción de la Guarura (Pomacea urceus) molusco dulceacuícola muy abundante en la región de Camaguán (estado Guárico).[14]

1976
- Aspectos biológicos y ecológicos de Mytilopsis sallei Recluz (Bivalvia - Eulamellibranchia) en áreas adyacentes a la laguna de Unare (estado Anzoátegui. Venezuela).[19]

1980
- Mollusca.[37]
- Crustacea.[38]

1983
- Contribución al conocimiento de la gloquidia de Castalia ambigua multisulcata Hupé 1857, “Guacuco de río” (Mollusca: Lamellibranquia: Hyriidae).[21]

1984
- Notas acerca de Guacuco Tivela mactroides Born (Mollusca-Bivalvia de la Familia Veneridae).[39]

1985
- Observaciones aceraca de Murex brevifrons Lamarck, caracol marino depredador, frecuente en los manglares.[40]
- [17]

1987

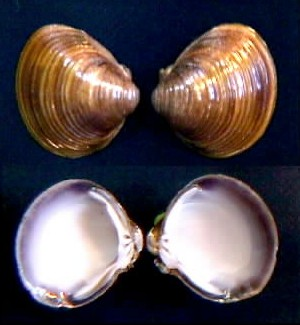
Corbicula manilensismolusco estudiado por Rafael Martínez

- Corbicula manilensis molusco introducido en Venezuela.[25]
- Moluscos del Litoral: El Caracol Tulipán.[41]

1989
- Nota acerca de la presencia del isópodo parásito Artystone trysibia Schioedete 1866 (Isopoda, Cymothoidaae) en peces de río Taguay, Estado Aragua, Venezuela.[42]

1991
- “Nota acerca de la presencia de la babosa Omalonyx (O.) pattersonae Tillier, 1891 (Gastropoda: Pulmonata: Succinidae) de Venezuela”.[12]

1994
- Nota acerca de la presencia del gastropodo Haliotis (Padollus) porutalesii Dall, 1881 (Archaegastropoda, Pleurotomariacea) en aguas del Caribe Venezolano.[43]

1995
- Contribución al conocimiento de Diplodon (Diplodon) granosus granosus Brugeri (Bivalvia: Hyriidae) y Doryssa hohenackeri kappleri Vernhout (Gastropoda: Melaniidae) en el alto río Siapa (Departamento Río Negro), Estado Amazonas, Venezuela.[22]

1997

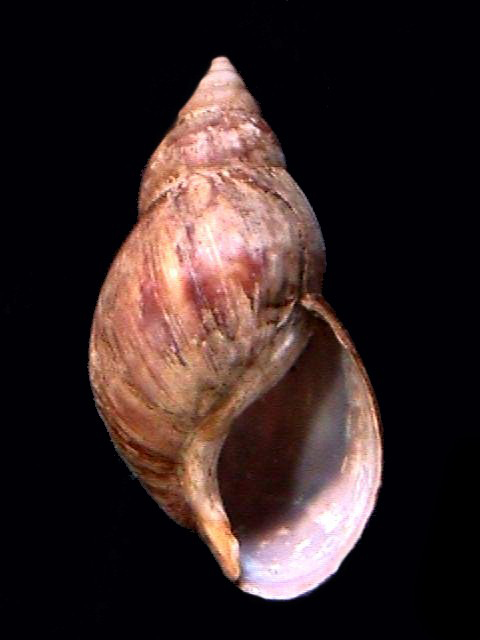
Lissachatina fulicamolusco estudiado ampliamente por Rafael Martínez

- Pomacea dolioides un molusco de los Llanos.[18]
- Nota Acerca de la Achatina (Lissachatina) fulica (Bowdich, 1822), peligroso caracol africano (Pulmonata Achatinidae) introducido en Venezuela.[28]

1999
- Registro de Ctenocella (Ellisella) elongata (Palas, 1766) (Cnidaria, Octocorallia, Ellisellidae) en Venezuela.[44]

2001
- Inventario de los moluscos marinos en las costas del estado Falcón, Venezuela.[27]

2003
- Especies de Aplysia (Mollusca, Oisthobranchia, Aplysiidae) de las costas de Venezuela.[45]

2004
- Moluscos bivalvos (Unionacea y Mutelacea) de la cuenca del río Orinoco, Venezuela.[46]
- Primer registro del mejillón dátil asiático Musculina senhousia (Benson, 1842) (Bivalvia-Mytilidae): especie introducida en Venezuela.[23]

2006
- Macroinvertebrados bénticos de la confluencia de los ríos Orinoco y Ventuari, Estado Amazonas, Venezuela.[47]

2007
- Especies marinas exóticas y criptogénicas en las costas de Venezuela.[26]

2008
- Distribución geográfica de Achatina (Lissachatina) fulica (Bowdich, 1882) (Gastropoda-Stylommatophora- Achatinidae) en Venezuela.[29]

2009
- Lista de los moluscos (Gastropodos_Bivalvia) dulceacuícolas y estuarinos de la cuenca del Orinoco (Venezuela).[48]